# جنیفر برینینگ
جنیفر برینینگ (به انگلیسی: Jenifer Brening) (زاده ۱۵ دسامبر ۱۹۹۶) خواننده آلمانی است.
او به همراه جسیکا موسکات در یوروویژن ۲۰۱۸ نماینده سان مارینو بود.